# Чёрч, Ричард
Сэр Ричард Чёрч (англ. Sir Richard Church; 1784 — 8 (20) марта 1873) — английский офицер, кавалер ордена Бани, рыцарь-командор королевского Гвельфского ордена, командующий греческими сухопутными войсками на последнем этапе Греческой войны за независимость.

## Биография
Ричард Чёрч родился в семье ирландских квакеров. Община не одобрила его установку на военную карьеру.
Чёрч рано начал военную службу в одном из полков экспедиции генерала Эберкромби. Позднее был произведён в капитаны Королевских корсиканских рейнджеров, во главе которых участвовал во взятии острова Капри в октябре 1806 года. Когда британцы планировали сделать Капри — «Вторым Гибралтаром». 
Впоследствии Ричард Чёрч поступил капитаном в Албанский батальон. Находясь в Албании, оказывал Англии различные услуги. С 1813 года стал деятельно стараться о возвращении неаполитанского престола Бурбонам. В 1815 году Фердинанд I принял его в свою службу генерал-майором, причём поручил ему командование 3 иностранными батальонами. В 1817 году в должности командующего усмирил бунты в Апулии и в Калабрии, а в начале Неаполитанской революции 1820 года был послан в этом же звании в Палермо, но войска оставили его, и Чёрч с трудом спасся в Неаполь, где он несколько месяцев просидел арестованным в замке Дель-Ово.
По освобождении назначен исполнительным комиссаром при австрийской армии. Но потом он своими действиями восстановил против себя весь Двор и министров, и оставался без должности до 1826 года, когда получил предложение восставших против Турции греков предводить их войска. С 1827 года был главнокомандующим всех греческих сухопутных сил, а для объединения под его командованием многочисленных греческих армий, вожди которых часто конфликтовали с центральной властью и друг с другом, ему был присвоен титул генералиссимуса. Впрочем, и это не очень помогло, так как подобные конфликты продолжались и впредь, что зачастую пагубно сказывалось на ходе военных действий. Тем не менее, под командованием Чёрча греки одержали над туркам ряд побед, хотя случались и поражения. После заключения мира в 1830 году Чёрч сложил с себя звание генералиссимуса и уехал в Англию. Потом вернулся в Грецию.
Скончался в 1873 году.